# Mountbellew
Mountbellew (in irlandese an Creagán) è una località della Repubblica d'Irlanda. Fa parte della contea di Galway, nella provincia di Connacht.